# Балканска мафија (1. сезона)
Прва сезона серије Балканска мафија је премијерно емитована на каналу БНТ1 од 17. априла до 3. јула 2011. године.

## Опис
Мартина, бившег робијаша, је полиција убацила у злочиначку групу Петра Туџарова Џара како би достављао податке о њима. Мартин касније обавештава инспектора Попова да Џаро има кртицу у полицији.

## Улоге

### Главне
- Ивајло Захариев као Мартин Христов
- Ирена Миљанкова као Силвија Велева - Сани
- Захари Бахаров као Иво Андонов
- Владимир Пенев као Инспектор Емил Попов
- Михаил Билалов као Петар Туџаров - Џаро
- Александар Сано као Здравко Киселов - Коса
- Дејан Донков као Инспектор Васил Николов
- Кирил Ефремов као Тихомир Гардев - Тишо Близанац
- Венцислав Јанков као Николај Рашев - Ники Близанац
- Ивајло Христов као Кирил Христов
- Марјан Валев као Росен Гацов - Кука

### Епизодне
- Христо Мутафџиев као Александар Миронов (епизоде 10-12)
- Цветана Манева као Цвета Андонова (епизоде 2, 6-7, 10, 12)

## Епизоде
| Бр. еп. (укупно) | Бр. еп. (у сезони) | Наслов        | Редитељ          | Сценариста                       | Премијера       |
| --- | ------------------ | ------------- | ---------------- | -------------------------------- | --------------- |
| 1 | 1                  | "Епизода 1.1" | Димитар Митовски | Теодора Васиљева и Георги Иванов | 17. април 2011. |
| Мартин Христов, син лопова, је још као дечак увучен у свет криминала. Игром случаја, завршава у поправном дому за малолетнике где се среће са Емилом Поповом, инспектором за организовани криминал, који му помаже да се врати на прави пут. Много година касније, Мартин постаје полицајац. У Француској пролази кроз посебну обуку за тајне агенте, а по повратку у Бугарску почиње да живи као криминалац - бави се сводништвом и другим незаконитим радњама, завршава у затвору и стиче криминални досије - са задатком да се убаци у групу најопаснијег мафијашког шефа у земљи, Петра Туџарова - Џара. Операција инфилтрације, обавијена велом тајне, одвија се под будним оком инспектора Попова, сада Мартиновог надређеног. Једном приликом у затвору, током туче међу затвореницима, Мартин помаже Коси, једном од Џарових момака, који му постаје пријатељ. У међувремену, упознаје и девојку Сани и њих двоје проводе једну ноћ заједно. Касније, Џарова екипа, на челу са Ивом Андоновом (Џаровом десном руком), одлази у напуштено складиште где треба да размени наркотике са припадницима једне албанске мафијашке групе. Мартин, са циљем да се наметне, обавештава Косу да Албанци планирају да изиграју Џара, након чега њих двојица одлазе и спасавају Џарове момке. Иво је сумњичав према Мартиновим намерама. О свему обавештава Џара, који одлучује да Мартина стави на пробу. Након што је положио тежак испит од кога је зависио његов улазак у свет мафије, Мартин схвата да је Сани Џарова девојка. |                    |               |                  |                                  |                 |
| 2 | 2                  | "Епизода 1.2" | Виктор Божинов   | Теодора Васиљева и Георги Иванов | 24. април 2011. |
| Мартин је сада већ део групе Петра Туџарова - Џара. Али, шеф мафије му још увек не верује. Истовремено, Сани није задовољна својим новим пријатељем па тражи савете од других пријатеља и рођака. Једног дана, Џарова кола у којима је била велика пошиљка дроге за Русију су украдена. Мартин види прилику да освоји поверење свих. Да би вратио кола, враћа се својој улози хладнокрвног лажова и преваранта. Он успева да врати кола, па му Џаро нуди виши положај у хијерархији. |                    |               |                  |                                  |                 |
| 3 | 3                  | "Епизода 1.3" | Димитар Гочев    | Теодора Васиљева и Георги Иванов | 24. април 2011. |
| Након случаја у Драгоману, Мартинов лик завршава на полицијском фото-роботу, али Попов успева да то промени и спаси Мартина. Мартин се касније сакрио у Џарову пословницу и умножио је планове за послове и догађаје из његове бележнице. Након што је добио податке, Попов организује акцију хапшења Џара. Непосредно пре акције, неко из полиције је упозорио Џарове људе. Џаро одржава састанак, али Мартин схвата да очигледно он и Попов нису једини који знају да је он полицајац на тајном задатку. |                    |               |                  |                                  |                 |
| 4 | 4                  | Episode 1.4   | Димитар Гочев    | Теодора Васиљева и Георги Иванов | 8. мај 2011.    |
| One night becomes a road accident and Zdravko bribes the policeman whose car has broken. At the same time, Dzharo's group has doubts about the loyalty of members. Zdravko goes the next day with a friend of the group the next day to pay the policeman's bribe and see him with him. A day later The Hook kills Zdravko's friend. Zdravko tells Martin what happened, and immediately afterwards Ivo and The Hook come to kill him. Martin finds the policeman and saves Zdravko. Meanwhile, Sunny opens her own dance studio. Now that the traitor in the band is unknown, Dzharo tells everyone to prepare for a meeting at 5:00 pm, but in different places. It only remains to figure out where the police will go. |                    |               |                  |                                  |                 |
| 5 | 5                  | Episode 1.5   | Виктор Божинов   | Теодора Васиљева и Георги Иванов | 15. мај 2011.   |
| Martin manages to prevent the consequences and is saved. Later he goes with Ivo and The Hook to a dealer who sells on their territory. It becomes a scandal when the dealer insults Martin's father, and he almost dies to death. He then managed to extract and print documents related to Sunny and Dzharo. And they have their own problems - Sunny's employment with the studio does not suit Dzharo and he sabotages his rehearsals for a great performance. In response to this, she makes it a scene to her important clients. Then he slapped her and sent Martin to take her. On the way, they stop on a hill and after a short conversation they kiss. |                    |               |                  |                                  |                 |
| 6 | 6                  | Episode 1.6   | Виктор Божинов   | Теодора Васиљева и Георги Иванов | 22. мај 2011.   |
| Dzharo meets again with an old colleague whose jewelry business he helped at first, and he left it afterwards. Dzharo understood that his friend hid something worth millions in a vault and organized a robbery led by Martin. Long preparation runs and, in the end, the group manages to take the precious diamonds from the vault with small obstacles. At the same time, Popov opens two foreign companies, through which Dzharo launches money - SUNNY and ZWU. He sends a report asking for more information to make a major breakthrough, but the SANS is taking the case off, saying they are currently dealing with the companies. Later, Sunny and Martin are accidentally detected in the studio, and passion flashes between them. At the same time, Dzharo gets scandalous sex video with a deputy and her assistant, recorded on a disc from the vault. |                    |               |                  |                                  |                 |
| 7 | 7                  | Episode 1.7   | Димитар Гочев    | Теодора Васиљева и Георги Иванов | 29. мај 2011.   |
| Popov's daughter is dancing in the studio of Sunny. Dzharo assigns Martin the task of blackmailing Ms. Anna Nedelcheva with the sex video. She, in turn, complains to the police and the case is entrusted to Popov. At the moment of transferring the money, the ransom bag hangs on a branch and begins a long and tense race between the policemen and Martin. He hides himself in an abandoned building where Popov finds him and as a reflex tells him to hit him and run. Martin manages to return safely, but Dzharo orders him to upload the video on the internet as Ana called the police. He puts him with a guilty conscience that Popov has failed his operation because of him. |                    |               |                  |                                  |                 |
| 8 | 8                  | Episode 1.8   | Виктор Божинов   | Теодора Васиљева и Георги Иванов | 5. јун 2011.    |
| Dzharo ordered the murder of a famous drug dealer for redistribution of the drug market in Sofia, but the guarantor did it in a noisy way. Dzharo calls out the bosses at a free fight match to clear things out after one of them's murders, and he gives Martin a silencing device to carry it. Martin offers Popov to replace him falsely and break all the groups in Sofia at once, but Popov is not convinced of the plan. The eavesdropping of the talks between the drug bosses began. At the same time, Dzharo's warrior retired, and Martin must fight against him. In the midst of the battle, at the slightest moment of Martin, one of the bosses rang. Dzharo and Ivo are shocked at the moment, take the briefcase and go out. In order not to reveal Popov, he fights the audience and manages to replace the briefcases. Martin sees this, and now more confident in himself, he conquers. After all, it is not clear what happened. At the same time, Sunny's team made their debut on stage. Late in the evening Martin suggests to Sunny, if everything goes by plan, to escape together in Rio de Janeiro. Popov presents the record to his colleagues. Minutes later, Ivo received a message from someone that the police knew of their plans. Dzharo transferred all his money to Sunny. |                    |               |                  |                                  |                 |
| 9 | 9                  | Episode 1.9   | Зоран Петровски  | Теодора Васиљева и Георги Иванов | 12. јун 2011.   |
| The record of the narcotics talk has been deleted by the morning. Police traitor, Nikolov, picks up Popov's phone when Martin calls him. Martin is feeling, but the traitor has already given the Ivo number. Martin, in turn, drops the phone. Popov tells him that someone is planning to kill Dzharo soon, and Popov wants him alive and arrested for the murder of his colleagues. Martin tells this to Dzharo and obeys Popov to keep Dzharo alive. At the same time, the new drug boss was shot dead. Sunny and Martin decide to escape and agree to meet at the airport. Meanwhile, Dzharo's men are doing home-grown checks. In Martin's bed, they find the bracelet of Sunny, left over from the first night they spent together. Dzharo goes back as Sunny collects his luggage and offers her a marriage. Then she also takes her personal documents. At the same time Ivo held Martin for a lie detector. He is the last of all, but he can not. Later, while Dzharo and the others are trying to blow up their car, they do not hit. At the end of the episode, Sunny understands that Martin is an undercover agent. |                    |               |                  |                                  |                 |
| 10 | 10                 | Episode 1.10  | Виктор Божинов   | Теодора Васиљева и Георги Иванов | 19. јун 2011.   |
| Sunny and Martin make a deal - she helps him with Dzharo, and he gives her a safe and free life. Martin agrees to continue his service under cover, provided that after Dzharo's arrest, he and Sunny will have a different life. Ivo says he is in love with Sunny. And later he tells Martin that he knows about his relationship with Sunny. Martin gives her a wiretaps to listen to dinner with an important Dzharo customer. At dinner, Dzharo grabs Sunny with the buggery, beats her, and drives her into a black van. Meanwhile, with the help of Martin, Popov takes Dzharo's cigarette smuggling operation to Germany. So they raise him up and remove him from the post, giving him information about Dzharo, and Vassil Nikolov, Dzharo's sister, will come to his place. The two dice with cigarettes mysteriously disappear. Popov remembers how he gave Dzharo the lighter. |                    |               |                  |                                  |                 |
| 11 | 11                 | Episode 1.11  | Виктор Божинов   | Теодора Васиљева и Георги Иванов | 26. јун 2011.   |
| Popov tells Martin that he will acquaint him with Nikolov and that he will work with him after the promotion. Sunny is gone and no one knows where it is, and Martin follows Ivo to find out something. So he sees it together with Nikolov. Popov picks up drug smugglers working for Dzharo, and at last testifies and gives him proof of arresting the Hook. Later, Popov, Nikolov and Martin agreed to introduce Martin to Nikolov. Martin sees him from afar and sends Popov's message to warn him. Popov then clears Martin from the police database. He receives a letter in which he has a paper swan and Popov knows only one person who makes them - presumably his dead friend and colleague - Alexander Mironov. They meet Martin, and he tells him about Dzharo's treachery and the death of his friends. Then he gives him an escape ticket. Martin decides to tear him apart and stay for Sunny. At the end of the episode, Dzharo also gets a paper swan. Mironov arrives in Bulgaria on a private plane and announces that he has returned from hell. |                    |               |                  |                                  |                 |
| 12 | 12                 | Episode 1.12  | Виктор Божинов   | Теодора Васиљева и Георги Иванов | 3. јул 2011.    |
| An agent from SANS, Benishev, decides to join forces with Popov to open a diplomat who exports money to Dzharo abroad. With the testimony of the detained drug traffickers, Popov takes Nikolov with him to arrest Dzharo. The interrogation shows that the diplomat, Kehayov, is importing Dzharo's money into Sunny through its diplomatic immunity. Later, the witness of Dzharo's crimes committed suicide, and Popov had no evidence and had to release Dzharo and the Hook. On leaving prison, Dzharo sees Mironov. When he comes home, he orders Ivo to kill Sunny. Nikolov managed to find the mailbox in which Martin and Popov exchanged messages. By order of Dzharo, he sends Popov to see a letter left in the box. At the same time he receives a note from Popov, in which he says he knows about his relationship with Dzharo. Popov finds a note inviting him to the "landfill". In front of the box, they kidnap him and drive. Martin follows Ivo to the place where Sunny holds. He receives a previously sent message from Popov that he "goes for the mail". He is called, but his phone is off, so he decides to come back. There he sees the note and goes to the depot, where Dzharo interrogates and violently beats Popov. After he refused all assistance, Jarro lit the train he beat him and lit him with his own lighter. Martin arrives, shoots the guards, and pulls out Popov, who is already dying. One of the guards gets up and shoots Martin. He remembers his life, his ideals and his purpose, what Popov has devoted his life to. When he recovers, Mironov stands behind him with a gun, leaning against his head. |                    |               |                  |                                  |                 |